# 䣓爰
䣓爰，春秋战国时期楚国黄金称量货币金版的一种，因钤刻有“䣓爰”二字方印而得名。“䣓爰”并非该币钱文的唯一释读，钱币学界还有将其释读为“䣓爯”、“䣓称”等的。

## 出土
1974年8月，河南省扶沟县古城村出土一批先秦时期楚国的金银币，其中金版有195块，多数为“郢爰”金版，其他金版中有一块的正面钤有“䣓爰”二字小方印，在以往的著录中未曾出现过，为首次发现。由于金版为称量货币，使用时往往需要切割，古城村出土的䣓爰金版仅保存有三个整印和两个半印，长29mm，宽25mm:27。

## 钱文释读
《河南扶沟古城村出土的楚金银币》中将其钱文释为“䣓爰”，并指出䣓为“楚国一重要地名”。对于钱文的第二个字，《中国钱币大辞典·先秦编》一书释读为“爯”；《中国历代货币大系1：先秦货币》一书释读为“爰”；黄锡全《〈中国历代货币大系·先秦货币〉释文校订》一文中释读为“称” 。对于钱文的第一个字，钱币学界多将其隶定为“䣓”，但其代表的铸造地在何地仍有争议。黄盛章《扶沟古城村新出金银币》中认为“䣓”字是“郦”的异写；朱活《古币三谈》中认为“䣓”就是“栎”，指战国时的阳翟（今河南省禹州市）。蔡运章《䣓爰考》认为“䣓”是“歷”的假借字，指历阳（位于今安徽省和县西）。《中国钱币大辞典》中同时引述了蔡运章和朱活的观点。《中国历代货币大系》中收录该币时使用的是尚未释读符号“□”。